# Теологічна теорія походження держави
Теологі́чна тео́рія держа́ви — теорія, що ґрунтується на ідеї Божественного створення держави з метою реалізації загального блага. Вона обґрунтовує панування духовної влади над світською, церкви — над державою.
За теорією, держава — це результат «божественного промислу»; вона вічна, як і сам Бог; государ наділяється Церквою правом керувати людьми і покликаний виконувати волю Божу на землі; люди повинні беззаперечно підкорятися волі государя.
Дана теорія була покликана виправдати необмежену владу правителя та розглядалася як теорія захисту інтересів церкви. Її ще іноді йменують «божественною», через джерело влади, яке створило державу.
Прихильниками цієї теорії були Аврелій Авґустин, Тома Аквінський. З числа українських діячів підтримували і розвивали цю теорію Петро Могила, Стефан Яворський, Теофан Прокопович.
Відверту критику щодо даної теорії висловлював Поль Анрі Гольбах, який визначав, що державу створив не Бог, а народ, і головним призначенням держави є захист населення від свавільного втручання з боку церкви.

## Історія становлення
Бога проголошували першопричиною виникнення держави ще з давніх часів. Божественне походження царської влади стверджувалося уже в 18 ст. до н. е. в законах вавилонського царя Хаммурапі. У його законах записано: «Бог Мардух створив чорноголових і поставив мене, Хаммурапі, правити чорноголовими».
У Стародавньому Китаї  імператора називали сином Неба, який править Піднебесною. Так, за древньокитайським міфом про походження і характер земної влади, саме персона правителя Піднебесної має єдиний зв'язок із вищими сферами. Вся влада символізує особу правителя у вигляді внутрішньої сили, а інші посадові особи і державний апарат у цілому є лише проводирями вищої влади.
У Стародавньому Єгипті культ фараона став культом героя, засновника громади, володаря Всесвіту. Правитель є виконавцем Божих заповідей, Божої правди на землі. Тому Бог вручає правителеві скіпетр і закони. Тобто, згідно з міфами єгиптян, а потім і греків, Боги виступають як першопочаткові безпосередні правителі і законодавці заснованих ними суспільств і держав.
Закони, правосуддя, справедливість по-єгипетськи уособлює богиня МААТ (МА-АТ). Судді носили її зображення і вважали себе її жерцями. Божественний характер земної влади фараонів, жерців і урядовців, а також офіційно схвалених правил поведінки — основних джерел тодішнього права (звичаїв, законів, рішень суддів) — означав, що всі вони відповідають або повинні відповідати МААТ — природно-божественному порядку справедливості. Подібне розуміння знаходить своє вираження в Ріґведі (священних гімнах індоаріїв), дао (давньокитайській міфології), дикі (у древніх греків). У кожному з цих джерел йдеться про правду-справедливість, яка в подальших природно-правових концепціях праворозуміння визначається як природне право.
За версією древніх євреїв, єдиний, істинний Бог є покровителем усього єврейського народу, його царем (верховним законодавцем, правителем і суддею). Закони єврейського народу отримані від Бога (законодавство Мойсея).
Православний богослов Іван Золотоустий відзначав, що існування влади — все це справа Божої премудрості і тому треба «підносити велику подяку Богові і за те, що є царі, і за те, що є судії». Він особливо наполягає на необхідності покори будь-якій владі як виконанні обов'язку по відношенню до Бога. Його не бентежить той факт, що у влади бувають порочні люди і користуються нею не так, як повинні, оскільки, він вважає, що це залежить від зіпсованості людей. Спадкування влади, на його думку, також звершується «за подобою Христа», охочого зробити неминущим благочестиве царство. Оскільки царська влада є подібність влади Бога, то сама особистість монарха як людини набуває особливого значення: істинний цар все підпорядковує законам Божим і, зберігаючи розум вільним, не дозволяє стверджувати у себе в душі гнів, владолюбство і задоволення, бо якщо він не може управляти сам собою, то як він зможе керувати іншими? Цар, відповідаючи перед Богом за ввірене його піклуванню царство, несе три обов'язки: карати ворогів Божих, що творять зло, поширювати вчення Боже у своєму царстві, створювати умови для благочестивого життя людей.
Християнський теолог Аврелій Августин бачив цей процес як «боротьбу двох градів» (міст). Як «град земний» і «град божий» у нього виступає два протилежні види людських спільнот. «Град земний», в розумінні мислителя, — це світська держава, як стара римська, так і молода «варварська». «Град божий» — це духовна спільність «божих обранців», праведників, розселених по світу між неправедниками.
В основі виникнення держави особливий погляд звертає на природу людини. Він каже, що людина — істота гріховна, і реальна держава існує як покарання за первородний гріх.
Папа Геласій I наприкінці V ст. виклав концепцію, з якої взяла початок теорія «двох мечів». Основні положення теорії спирались на довільне тлумачення цитат із Євангелій — імператор одержує свій меч від церкви, а відтак зобов'язаний служити їй своїм мечем. В питаннях віри він повинен залишати право останнього слова за церквою і мусить радше вчитися, аніж навчати. Захищаючи право церкви на провід у суспільстві, отці церкви створили засади теократичних теорій, які почали домінувати з розвитком феодалізму (XI — поч. XVI ст.).
Католицький богослов Тома Аквінський писав, що правитель в державі займає таке положення, як Бог у Всесвіті, як душа в тілі. Керуюча державою воля володаря є разом з тим єдине, що об'єднує в ньому всю свою суть: без неї держава б розпалася.
Релігійні вчення про походження держави мають поширення і понині.